# Provincia Tébessa
Provincia Tébessa (în arabă ولاية تبس) este o unitate administrativă de gradul I (wilaya) a Algeriei. Reședința sa este orașul Tébessa.